# Irsko (ostrov)
Irsko je ostrov v Atlantském oceánu na severozápadě Evropy. Je rozlohou 84 412 km² druhým největším z Britských ostrovů a po Velké Británii a Islandu třetím největším ostrovem Evropy. Má zhruba 7,19 milionu obyvatel. Větší část ostrova (pět šestin) zaujímá Irská republika, zbylá šestina je coby Severní Irsko součástí Spojeného království Velké Británie a Severního Irska.
Irsku se také říká Smaragdový či Zelený ostrov. Latinské pojmenování pro Irsko je Hibernia.

## Geografie
Povrch Irska je převážně nížinatý, zejména pak v centrálních oblastech. Hornatiny se vyskytují v blízkosti pobřeží. Nejvyšším vrcholem je Carrauntoohill (1 041 m, irsky Carrán Tuathail) v pohoří Macgillycuddy's Reeks. Mezi další významná pohoří patří: Wicklow Mountains na východě a Antrim Plateau v Severním Irsku.
V Irsku se též vyskytují četné útesy – nejznámější Moherské útesy (anglicky Cliffs of Moher) či nejvyšší Slieve League a Croaghaun.
Nejdelší řekou nejen Irska, ale i Britských ostrovů je 386 km dlouhá řeka Shannon. Na jejím toku jsou tři velká jezera (po proudu): Lough Allen, Lough Ree a Lough Derg. Největším jezerem ostrova je Lough Neagh v Severním Irsku. Ostrov si vysloužil přezdívku „Smaragdový ostrov“ díky bujné vegetaci, která je zde díky mírnému klimatu a častému jemnému dešti. Rozloha ostrova je 84 412 km2.

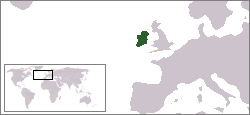
poloha Irska

Irsko se rozděluje do čtyř provincií: Connacht, Leinster, Munster a Ulster, dříve též existovala provincie Meath. Dále se dělily na 32 hrabství pro administrativní potřeby britské správy v 19. století. Šest hrabství Ulsteru zůstává pod britskou správou díky referendu z roku 1973. Zbylých 26 hrabství nyní tvoří Irskou republiku.
Nejhůře obdělávatelná půda leží v jihozápadních a západních krajích, které jsou velmi hornaté.

## Historické členění

Státní znak Irské republiky

Z historického hlediska se Irsko dělí na čtyři provincie: Munster (jih Irska – patří sem hrabství Cork, Kerry, Waterford, Tipperary, Limerick a Clare), Leinster (středovýchod ostrova – hrabství Wexford, Kilkenny, Carlow, Laois (Leix), Offaly, Westmeath, Longford, Meath, Louth, Kildare, Wicklow a Dublin), Connacht (neboli Connaught – středozápad ostrova – hrabství Galway, Roscommon, Mayo, Sligo a Leitrim) a Ulster (sever ostrova – hrabství Donegal, Cavan, Monaghan, Fermanagh, Tyrone, Londonderry (Derry), Antrim, Armagh a Down). Dříve se někdy uváděla ještě pátá provincie Meath (tzv. Střední království), pod kterou spadala celá hrabství Meath a Westmeath a dále části hrabství Dublin, Cavan, Kildare, Longford, Louth a Offaly, dnes už však uvažujeme pouze čtyři výše zmíněné provincie.
K Irské republice patří celý Munster, Leinster a Connaught a tři hrabství Ulsteru (Donegal, Monaghan a Cavan), zbývajících šest hrabství tvoří Severní Irsko, které je Iry často zváno jako „six counties“.
| mapa Irska s očíslovanými hrabstvími | Irská republika 1. Dublin 2. Wicklow 3. Wexford 4. Carlow 5. Kildare 6. Meath 7. Louth 8. Monaghan 9. Cavan 10. Longford 11. Westmeath 12. Offaly 13. Laois 14. Kilkenny 15. Waterford 16. Cork | 1. Kerry 2. Limerick 3. Tipperary 4. Clare 5. Galway 6. Mayo 7. Roscommon 8. Sligo 9. Leitrim 10. Donegal Severní Irsko 1. Fermanagh 2. Tyrone 3. Londonderry 4. Antrim 5. Down 6. Armagh |

## Galerie

Vlajka Irské republiky – trikolóra pochází z roku 1919
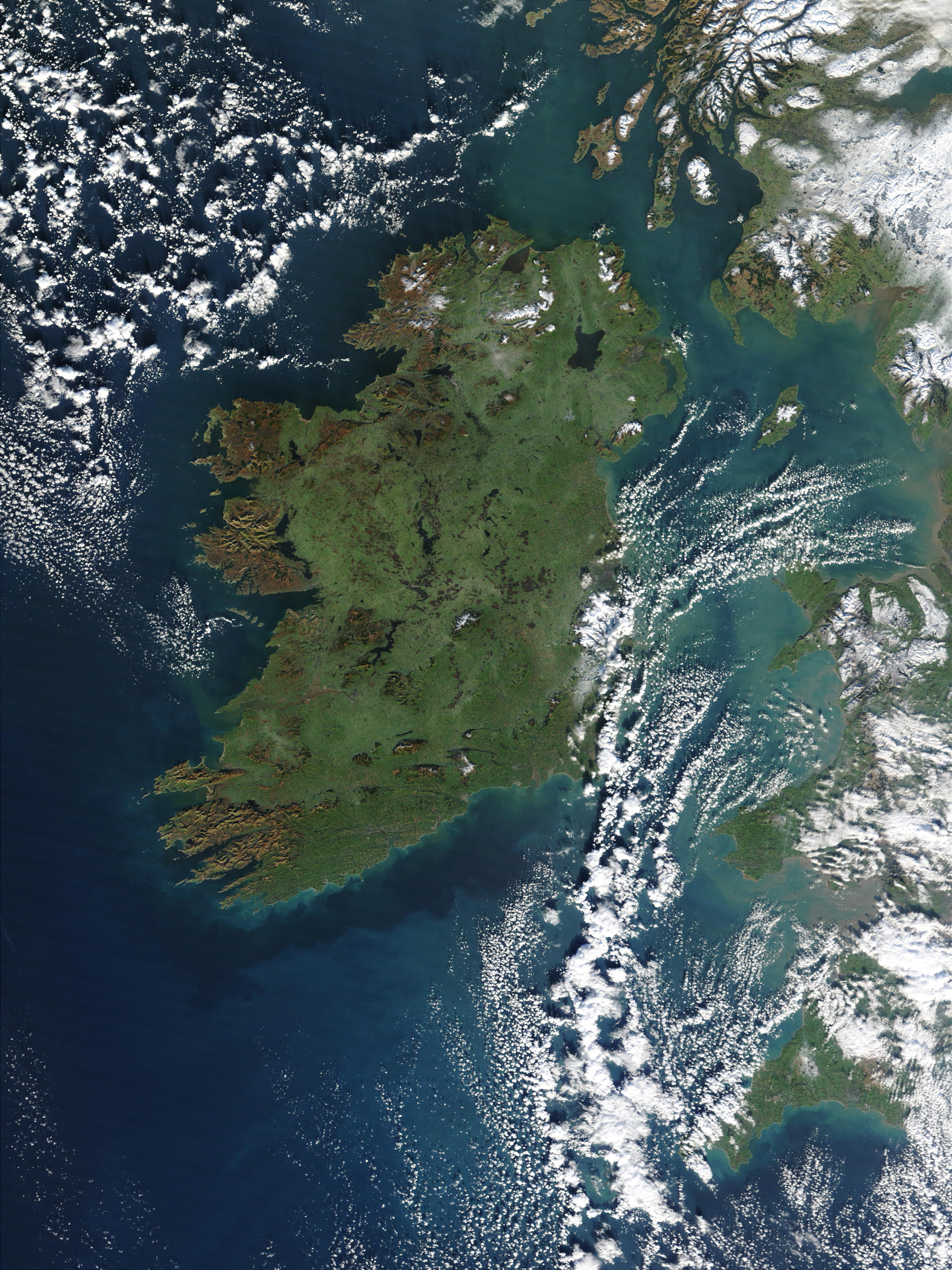
Satelitní snímek irského ostrova ve skutečných barvách
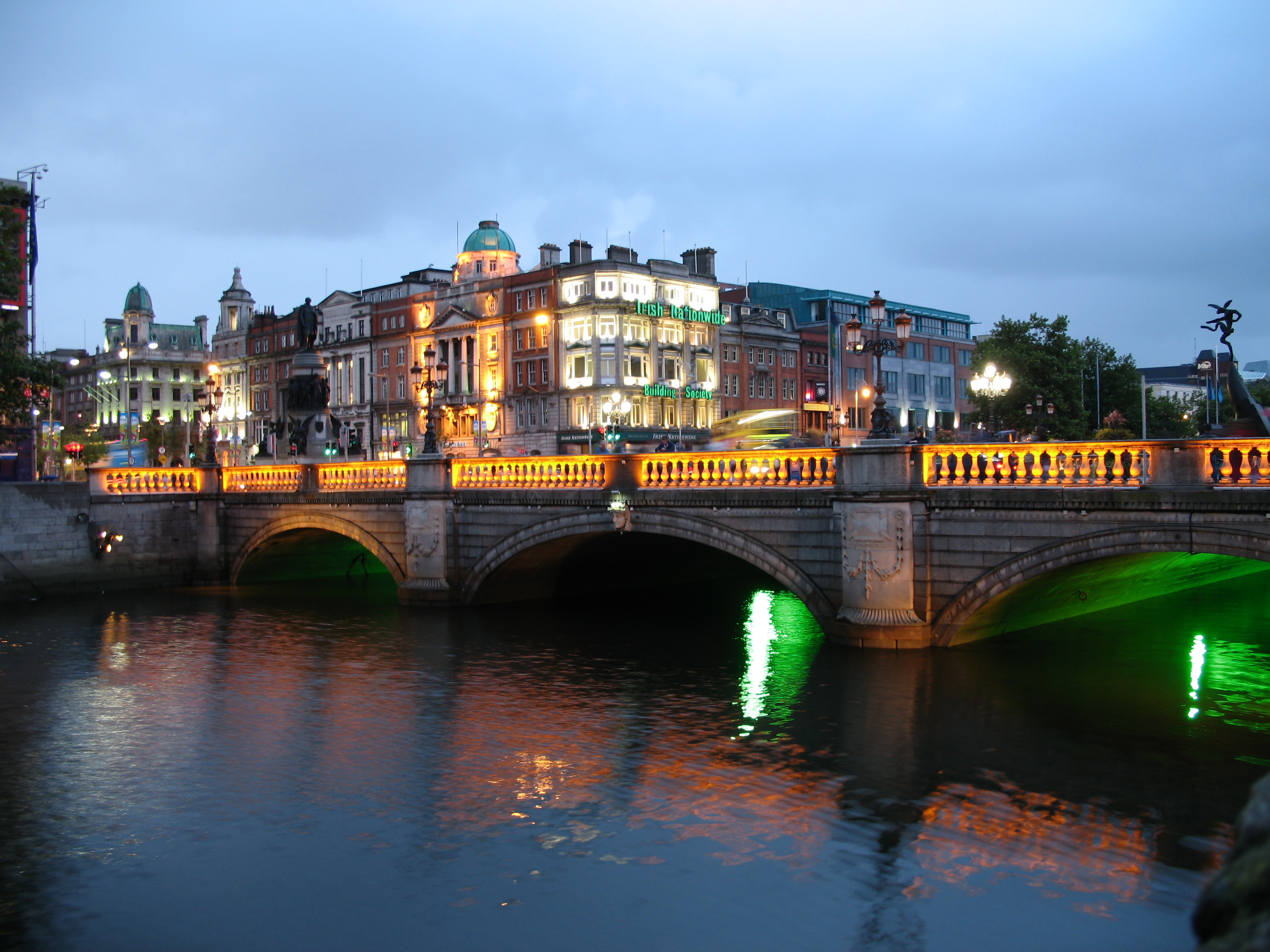
Dublin
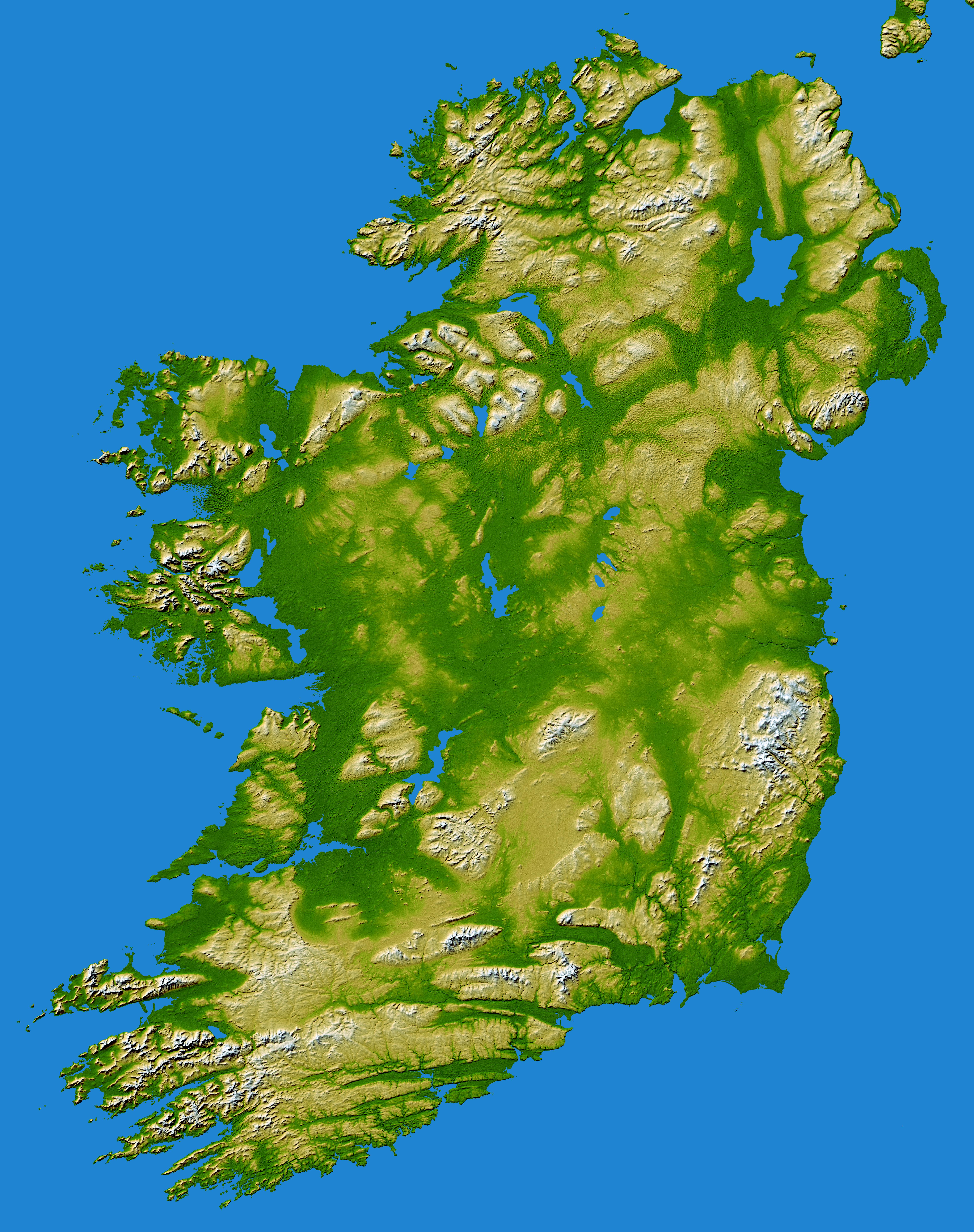
Topografická mapa Irska